# Relations entre la Corée du Nord et le Japon
Cet article traite des relations entre le Japon et la Corée du Nord après la partition, pour les évènements antérieurs, veuillez vous référer à l'article sur les relations entre les deux Corée et le Japon.
Cet article traite des relations entre la Corée du Nord et le Japon après la partition de la péninsule en 1953.

## Contexte
Les relations entre les deux États sont froides et tendues à la suite de nombreux litiges entre ceux-ci dont les enlèvements de citoyens japonais par la Corée du Nord.

## Sous Koizumi (2001-2006)
En politique étrangère, le Premier ministre japonais Jun'ichirō Koizumi (2001-2006) a rompu avec ses prédécesseurs en instaurant un dialogue avec la Corée du Nord, au risque d’irriter l’allié américain. Cette initiative était de nature à réaffirmer le rôle du Japon sur la scène diplomatique internationale, tout en mettant fin à un des derniers contentieux hérités de la capitulation japonaise à l’issue de la Seconde Guerre mondiale.

### Combat d'Amami-Ōshima
Le combat d'Amami-Ōshima, livré le 22 décembre 2001, oppose une flottille de la Garde côtière du Japon à un bâtiment armé nord-coréen au large de l'île japonaise d'Amami-Ōshima en mer de Chine orientale. L'affrontement se termine par la destruction du bâtiment nord-coréen, accusé par les autorités japonaises d'être un navire espion.
En janvier 2002, les services de renseignement japonais se disent persuadés qu’il transportait une cargaison d’amphétamines.

### Deux rencontres au sommet entre les dirigeants japonais et nord-coréen
Koizumi a été le premier chef de gouvernement japonais à se rendre dans la capitale nord-coréenne, Pyongyang, et ce à deux reprises, en septembre 2002 et en mai 2004. Lors du sommet du 17 septembre 2002, Koizumi a exprimé ses « profonds regrets » pour l’attitude du Japon pendant l’occupation japonaise de la Corée. Pour sa part, le dirigeant nord-coréen Kim Jong-il, a présenté les « excuses » de la Corée du Nord pour les enlèvements de ressortissants japonais par des agents nord-coréens dans les années 1970, en précisant que de tels incidents ne se « reproduiraient pas » et que les Nord-Coréens responsables de ces actes avaient été punis.
À l’occasion du second sommet, le 22 mai 2004, Koizumi s’est engagé à fournir une assistance économique sous forme de livraison de nourriture (à hauteur de 250 000 tonnes) et de médicaments (pour une valeur de 10 millions de dollars), via des organisations internationales. Enfin, un dialogue bilatéral a été établi sur les questions de sécurité.

### L’échec de l’ouverture de relations diplomatiques
Toutefois, la normalisation des relations diplomatiques, qui constituait un objectif affiché du Premier ministre Koizumi, a échoué du fait de divergences persistantes sur la question des ressortissants japonais enlevés et des mesures de sécurité prises par l’une et l’autre partie.
S’agissant des enlèvements de Japonais, Pyongyang a permis aux cinq ressortissants japonais survivants de se rendre dans l’archipel nippon. Mais ceux-ci sont restés au Japon, contrairement à ce qui était prévu. En effet, sous la pression d’une opinion publique très sensible à cette question, le gouvernement Koizumi a demandé que les membres des familles des cinq Japonais puissent aussi revenir dans l’archipel nippon, tout en dressant une liste de 150 questions sur le sort de huit autres Japonais enlevés et décédés depuis. Sur ce dernier point, les autorités nord-coréennes n’ont pas pu apporter l’ensemble des réponses attendues par les familles de ces huit Japonais.
Concernant les mesures de sécurité, Tokyo se considère menacé par la poursuite des programmes d’armement balistique et nucléaire de la Corée du Nord, laquelle a pour sa part observé qu’il s’agissait de mesures défensives face à l’attitude hostile des États-Unis. De son côté, Tokyo a renforcé ses capacités militaires, tandis que le Parlement a adopté, à l’été 2003, des projets de loi d’ « urgence en cas de guerre » donnant des pouvoirs exceptionnels au gouvernement de déploiement des forces militaires, en contradiction avec l’esprit, sinon la lettre de l’article 9 de la Constitution pacifiste japonaise.
En outre, les parlementaires japonais ont adopté une série de mesures limitant fortement les échanges avec la Corée du Nord, ainsi que les activités de l’association des résidents nord-coréens au Japon, la Chongryon.

## L'après Koizumi
Dans le contexte de montée des tensions américano – nord-coréennes, le gouvernement japonais a dénoncé le « tir de missile » nord-coréen de juillet 2006, en l’estimant contraire à l’engagement de la Corée du Nord d’observer un moratoire sur ses essais balistiques. Koizumi a ainsi quitté la direction du gouvernement en 2006 sans avoir réalisé son objectif d’établissement de relations diplomatiques avec la république populaire démocratique de Corée, tandis que son successeur Shinzo Abe est un partisan d’une ligne dure vis-à-vis de Pyongyang.
Les relations restent tendues, mais alors que la Corée du Nord demande des réparations au titre des dommages subis pendant l'occupation japonaise (marquées notamment par la prostitution forcée des femmes de réconfort coréennes pendant la Seconde Guerre mondiale), le Japon considère comme prioritaire la question de l'enlèvement de plusieurs de ses ressortissants par les services secrets nord-coréens dans les années 1970 et 1980. Par ailleurs, l'essai nucléaire nord-coréen du 9 octobre 2006 a été perçu au Japon comme une menace pour l'archipel nippon et le gouvernement japonais a adopté des sanctions contre la Corée du Nord.
Après la signature d'un accord sur les armes nucléaires en Corée du Nord à Pékin le 13 février 2007, le Japon et la Corée du Nord ont engagé des négociations bilatérales pour normaliser leurs relations diplomatiques mais le blocage des négociations et les annonces de nouveaux tirs de fusée font remonter la tension entre ces deux pays début 2009. En décembre 2010, le ministère japonais de la défense décide de renforcer ses capacités de défense contre les missiles (ajout de trois bases de missiles antimissiles sol-air Patriot Advanced Capability 3 (PAC-3) et de deux destroyers Aegis équipés de missiles intercepteurs SM-3), en redéployant ses forces présentes sur Hokkaido face à la Russie sur les îles Nansei.
En l'absence de relations diplomatiques officielles au niveau gouvernemental, la Ligue d'amitié parlementaire Japon-Corée du Nord traite de questions d'intérêt commun pour les deux pays, telles que la délimitation des zones de pêche. Selon WikiLeaks, le Japon mettrait sur pied depuis 2008 un service de renseignement extérieur rattaché au Naichō, dont la cible prioritaire est la Chine et son allié nord-coréen.
À la suite du séisme du 11 mars 2011 au Japon, la Corée du Nord et son dirigeant Kim Jong-il font un don financier au pays de respectivement de 100 000 et 500 000 dollars.
Le 15 novembre 2011, pour la première fois depuis 22 ans, l'équipe du Japon de football rencontre son homologue nord-coréenne en Corée du Nord, dans le cadre des éliminatoires de la Coupe du monde de football 2014 : zone Asie. La Télévision Centrale Coréenne collabore avec la chaîne japonaise TBS pour la retransmission du match, et 150 supporters japonais sont présents dans les tribunes. Cependant, l'accueil réservé à la sélection japonaise est « glacial », celle-ci subissant un contrôle de quatre heures à son arrivée à l'aéroport de Pyongyang, et l'hymne national japonais étant conspué avant match.
Le 14 août 2012, le Japon annonce entamer de nouvelles négociations avec la Corée du Nord, les premières depuis 2008, avec une rencontre entre diplomates le 29 août portant notamment sur le rapatriement des dépouilles de soldats japonais tués lors de la Seconde Guerre mondiale.
Le 6 janvier 2016, à la suite du possible quatrième test nucléaire mené par la Corée du Nord depuis 2006, le premier ministre japonais Shinzo Abe estime que cet essai est une sérieuse menace contre le Japon, et promet que son pays y répondrait de manière ferme,.
Le 24 août 2016, La Corée du Nord lance un missile depuis un sous-marin vers le Japon, à la suite de manœuvres militaires impliquant des militaires sud-coréens et américains, et alors que se tient à Tokyo une rencontre trilatérale des ministres des affaires étrangères de Corée du Sud, de Chine et du Japon. Pour la première fois, ce missile entre dans la zone d'identification de défense aérienne du Japon (JADIZ), 500 km plus loin, les précédents missiles n'ayant pas dépassé les 30 km.
Le 5 septembre 2016, la Corée du Nord effectue trois tirs de missiles balistiques de moyenne portée de type Rodong à partir de la base militaire de Hwangju, qui parcourent environ un millier de kilomètres et sont donc probablement tombés dans la zone économique exclusive du Japon. La ministre japonaise de la Défense, Tomomi Inada, déclare que ces tirs constituent une grave menace à la sécurité de l'archipel. Ces tirs interviennent alors que le G20 se tient en Chine à Hangzhou.
Le 12 février et le 6 mars 2017, de nouveaux missiles sont tirés par la Corée du Nord, dont trois s'abîment en mer du Japon, à l'intérieur de la zone économique exclusive du Japon. Les engins auraient décollé de la base de lancement de Tongchang-ri, et auraient parcouru 1 000 kilomètres avant de sombrer à environ 200 milles nautiques (370 kilomètres) à l'ouest de la préfecture d'Akita (nord du Japon). La Corée du Nord annonce par la suite qu'il s'agit d'un exercice en vue de frapper, en cas de besoin, les bases américaines au Japon.
Un nouveau missile Hwasong-12 est tiré le 4 octobre 2022. Il survole le nord-est du Japon, et retombe dans l’océan Pacifique en dehors de la ZEE, déclenchant le système J-Alert comme en 2017
La Corée du nord lance à l'encontre du Japon une campagne de désinformation de 2018 à 2022 en Corée du Sud. Au travers d'un groupe clandestin formé par un ancien haut responsable du syndicat de la Confédération coréenne des syndicats, 89 instructions venant du nord sont réceptionnées. Le groupe agit pour créer ou exploiter des incidents diplomatiques entre la Corée du sud et le Japon dans le but d'exacerber les sentiments antijaponais au sud.